# Isolahti (vik i Norra Österbotten)
Isolahti eller Lintulahti är en vik i Finland.   Den ligger i landskapet Norra Österbotten, i den centrala delen av landet, 400 km norr om huvudstaden Helsingfors. Isolahti ligger norr om ön Etelä-Kalliokari.